# Distretto di Kwahu Sud
Il distretto di Kwahu Sud (ufficialmente Kwahu South District, in inglese) è un distretto della Regione Orientale del Ghana.